# Isidoro Pentorio
Isidoro Pentorio (Milano, 1568 – Asti, agosto 1622) è stato un vescovo cattolico italiano.
È stato vescovo di Asti, in carica solamente per tre anni (1619-1622).

## Biografia
Apparteneva all'ordine dei barnabiti.
Il duca Carlo Emanuele I di Savoia, da sempre protettore e benefattore dell'ordine barnabita, caldeggiò la sua nomina con lo scopo di venire in possesso dei feudi astigiani ancora di proprietà della diocesi (manovra già tentata precedentemente durante l'episcopato di monsignor Aiazza).
Il breve mandato del Pentorio e la ferma opposizione della Santa sede non fecero raggiungere al Savoia le proprie mire.

### Sinodi diocesani
Nessuno

## Genealogia episcopale
La genealogia episcopale è:
- Cardinale Guillaume d'Estouteville, O.S.B.Clun.
- Papa Sisto IV
- Papa Giulio II
- Cardinale Raffaele Sansone Riario
- Papa Leone X
- Papa Paolo III
- Cardinale Francesco Pisani
- Cardinale Alfonso Gesualdo di Conza
- Papa Clemente VIII
- Cardinale Pietro Aldobrandini
- Vescovo Isidoro Pentorio, B.